# Pürgschachen Moor
Pürgschachen Moor – obszar chroniony o powierzchni 62 ha w środkowej Austrii, obejmujący torfowiska znajdujące się w dolinie rzeki Anizy (niem. Enns), ok. 1,5 km na południe od miejscowości Ardning, w powiecie Liezen, w północno-zachodniej części Styrii.
Od 1991 roku Pürgschachen Moor stanowi obszar wodno-błotny o znaczeniu międzynarodowym konwencji ramsarskiej. Torfowisko jest również częścią obszaru Natura 2000 o nazwie Pürgschachen-Moos und ennsnahe Bereiche zwischen Selzthal und dem Gesäuseeingang ustanowionego w 1995 roku oraz ostoi ptaków IBA Styrian Enns valley organizacji BirdLife International.

## Charakterystyka

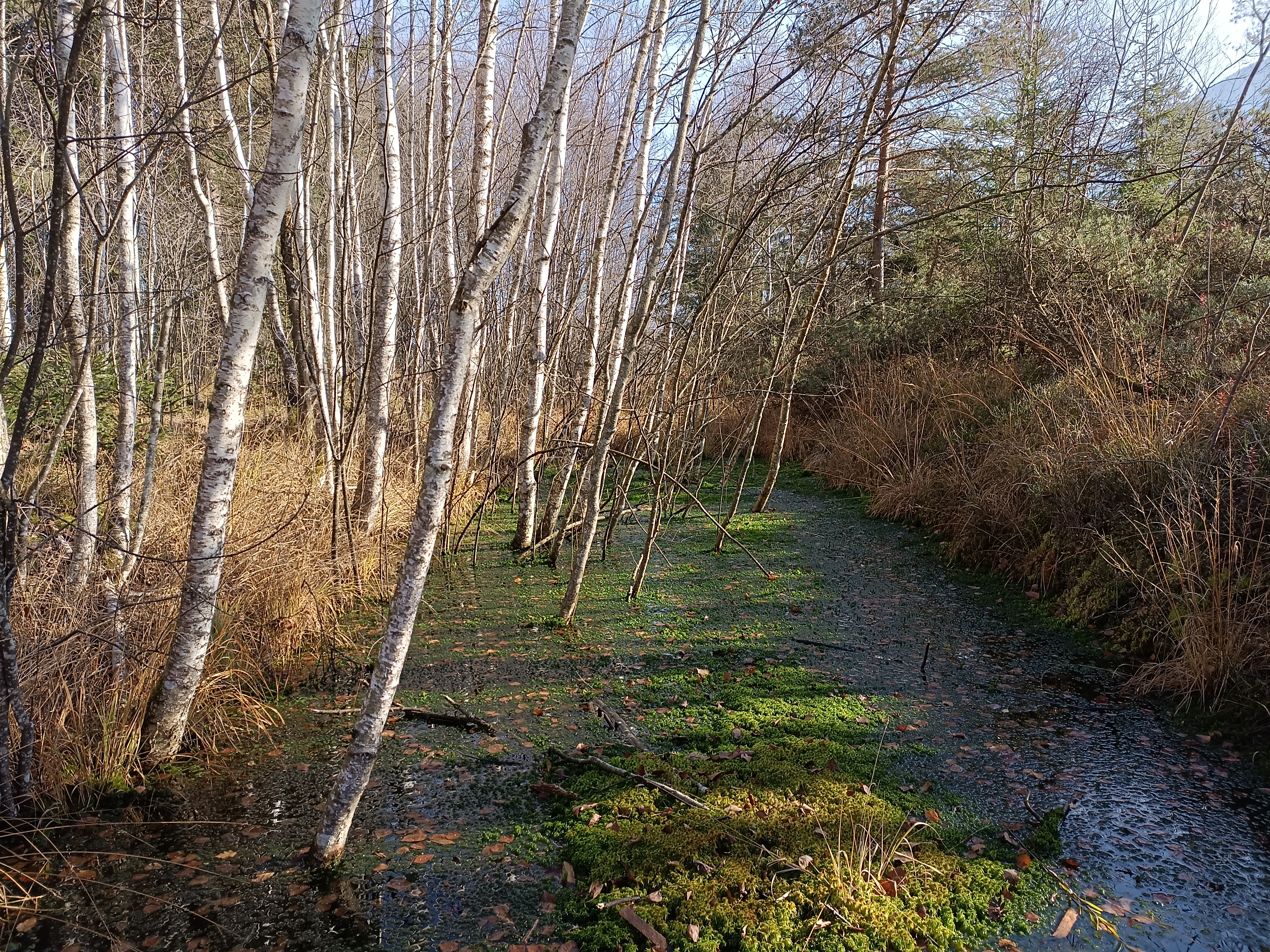
Podmokłe zadrzewienia na skraju Pürgschachen Moor (2024)

Pürgschachen Moor położone jest na wysokości 632 m n.p.m. w dolinie rzeki Anizy (niem. Enns). Jest to torfowisko, które powstało w kotlinie dawnego jeziora polodowcowego w wyniku stopniowej akumulacji osadów organicznych trwającej przez ostatnie 10 tys. lat. Średnia miąższość torfu na tym obszarze sięga 6 m. Pürgschachen Moor należy do najważniejszych torfowisk wysokich na terenie Alp Wschodnich, stanowiąc niemal nienaruszoną pozostałość niegdyś rozległych terenów podmokłych rozciągających się wzdłuż Anizy. Jest to również największe zachowane torfowisko wysokie na terenie Austrii.
Obszary peryferyjne torfowiska oraz jego otoczenie pozostają pod wpływem działalności człowieka. Część mokradeł została osuszona, a część zalesiona. Torfowisko otoczone jest systemem rowów odwadniających, a w jego południowej części znajdują się dawne wyrobiska torfu, które obecnie ulegają renaturalizacji. Północną granicę mokradeł wyznacza dno doliny, natomiast od południa, zachodu i wschodu z torfowiskiem graniczą rzeki Aniza, Brunnbach i Metschitzbach.
Źródło wody dla obszaru podmokłego stanowią głównie opady atmosferyczne, środkowa część mokradeł zasilana jest przez wody gruntowe, natomiast części brzeżne są regularnie zalewane przez wody Anizy. Klimat na terenie torfowiska, ze średnią roczną temperaturą powietrza wynoszącą 6,7 °C, jest typowy dla alpejskich dolin. Średnia roczna suma opadów wynosi 1114 mm, natomiast pokrywa śnieżna utrzymuje się tu średnio przez 79 dni w roku.

### Siedliska
Na obszarze Pürgschachen Moor występuje 11 objętych ochroną siedlisk wymienionych w Załączniku I dyrektywy siedliskowej, w tym 3 siedliska priorytetowe – torfowiska wysokie z roślinnością torfotwórczą (7110*), bory i lasy bagienne (91D0*) oraz łęgi wierzbowe, topolowe, olszowe i jesionowe (91E0*). Torfowisko wysokie z udziałem kosodrzewiny (Pinus mugo) porasta centralną część terenu Pürgschachen Moor. Bardziej obwodowo występują torfowiska przejściowe i torfowiska niskie oraz zmiennowilgotne łąki trzęślicowe i łąki kośne przeplatane kępami drzew iglastych (głównie kosodrzewiną).

### Flora

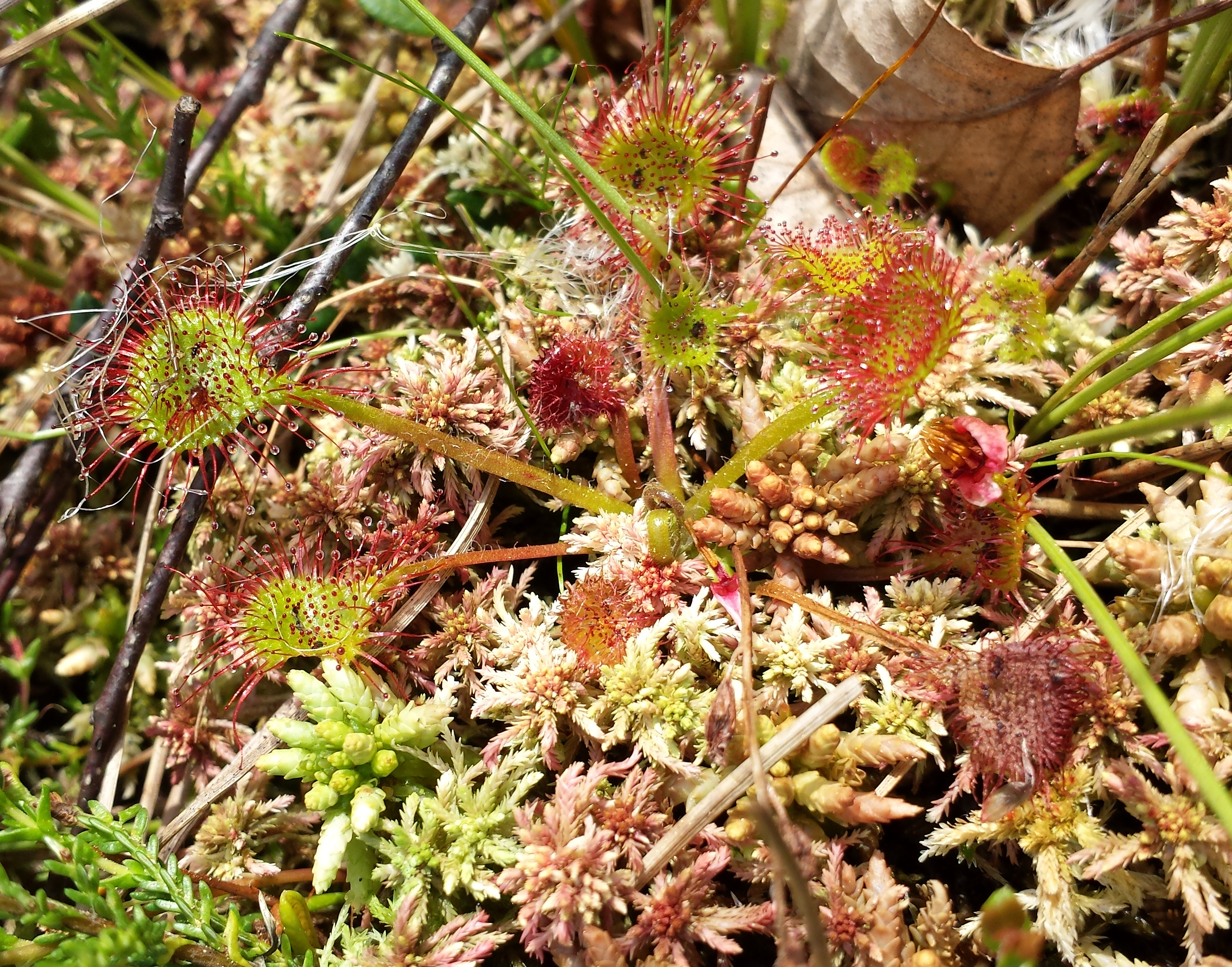
Rosiczka okrągłolistna na terenie torfowiska (2013)

Torfowisko wysokie położone w centralnej części Pürgschachen Moor tworzy około dwunastu gatunków torfowców (Sphagnum sp.), w tym sześć figurujących w austriackiej czerwonej księdze gatunków zagrożonych – torfowiec spiczastolistny (S. cuspidatum), torfowiec brunatny (S. fuscum), torfowiec magellański (S. magellanicum), torfowiec czerwonawy (S. rubellum), torfowiec cieniutki (S. tenellum), torfowiec nastroszony (S. squarrosum) i torfowiec Warnstorfa (S. warnstorfii). W miejscach bardziej suchych występuje wrzos zwyczajny (Calluna vulgaris), borówka bagienna (Vaccinium uliginosum) i borówka czarna (V. myrtillus), a na skraju Pürgschachen Moor również brzoza omszona (Betula pubescens) i brzoza karłowata (B. nana). Oprócz torfowców duży udział we florze torfowiska wysokiego stanowi wełnianka pochwowata (Eriophorum vaginatum) i wełnianka wąskolistna (E. angustifolium).
Na mokradłach występują również trzy gatunki rosiczek (Drosera sp.): rosiczka długolistna (Drosera anglica), rosiczka okrągłolistna (Drosera rotundifolia) oraz ich mieszaniec – rosiczka owalna (Drosera ×obovata). Do rzadkich roślin rosnących na terenie Pürgschachen Moor należą też m.in. bagnica torfowa (Scheuchzeria palustris), modrzewnica pospolita (Andromeda polifolia), przygiełka biała (Rhynchospora alba), bagno zwyczajne (Rhododendron tomentosum), czermień błotna (Calla palustris), sitowiec nadmorski (Bolboschoenus maritimus), szalej jadowity (Cicuta virosa), kosaciec syberyjski (Iris sibirica), żurawina błotna (Vaccinium oxycoccos) oraz pięć gatunków turzyc (Carex sp.), w tym turzyca bagienna (Carex limosa).

### Fauna
Siedliska na terenie Pürgschachen Moor zamieszkują liczne gatunki zwierząt. Występują tu m.in. gatunki owadów prostoskrzydłych świadczące o dobrym stanie lokalnych torfowisk – konik długopokładełkowy (Pseudochorthippus montanus) oraz podłatczyn krótkoskrzydły (Metrioptera brachyptera). Odnotowano występowanie na tym obszarze 17 gatunków ważek, w tym m.in. zalotki torfowcowej (Leucorrhinia dubia), szablaka zwyczajnego (Sympetrum vulgatum), łątki stawowej (Coenagrion hastulatum), łunicy czerwonej (Pyrrhosoma nymphula) i świtezianki dziewicy (Calopteryx virgo). Chrząszcze reprezentuje m.in. Pterostichus diligens oraz Pterostichus aethiops. Czeski entomolog Karel Spitzer, który powadził badania Pürgschachen Moor zidentyfikował aż 349 gatunków motyli zamieszkujących ten teren, należą do nich m.in. Coranarta cordigera z rodziny sówkowatych (Noctuidae), modraszek nausitous (Phengaris nausithous), dostojka akwilonaris (Boloria aquilonaris) oraz szlaczkoń torfowiec (Colias palaeno).
W Pürgschachen Moor występują wpisane do austriackiej czerwonej księgi pająki, takie jak wymyk szarawy (Arctosa cinerea), Salticus cingulatus, Pityohyphantes phrygianus, Philodromus buxi, Larinioides patagiatus, Kaestneria dorsalis i Episinus angulatus.
Na obszarze torfowiska Pürgschachen Moor wykazano występowanie 61 gatunków ptaków, w tym 34 gatunków lęgowych (150 par w 2010 roku). Żyje tu m.in. sieweczka rzeczna (Charadrius dubius), brodziec piskliwy (Actitis hypoleucos) i samotnik (Tringa ochropus), a także derkacz (Crex crex), zimorodek (Alcedo atthis), pokląskwa (Saxicola rubetra) i świergotek łąkowy (Anthus pratensis).
Ssaki reprezentowane są m.in. przez ryjówkę malutką (Sorex minutus) i ryjówkę aksamitną (S. araneus), sarnę europejską (Capreolus capreolus) oraz zająca szaraka (Lepus europaeus).

## Galeria

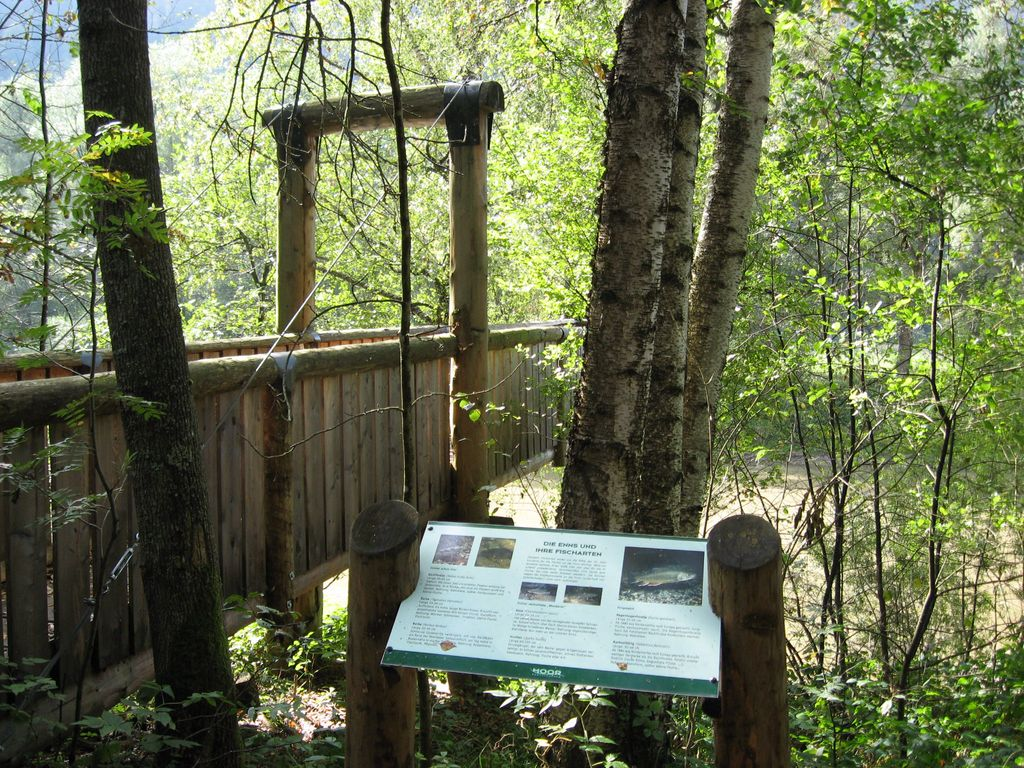
Tablica edukacyjna (2008)
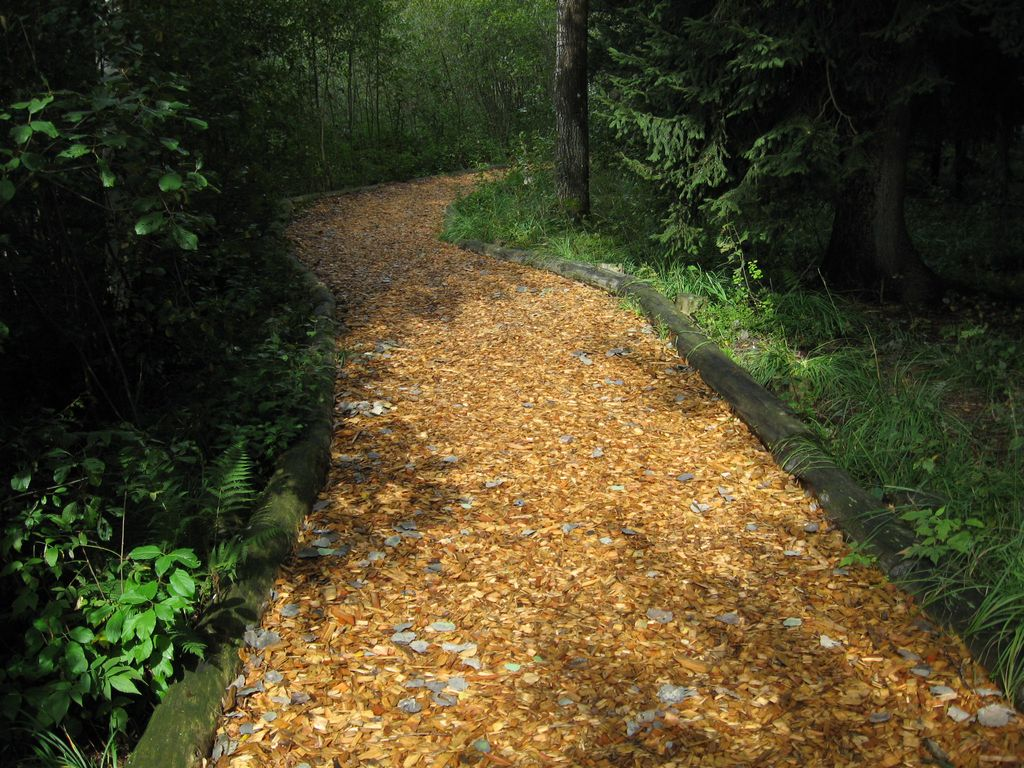
Ścieżka dydaktyczna na skraju bagien (2008)
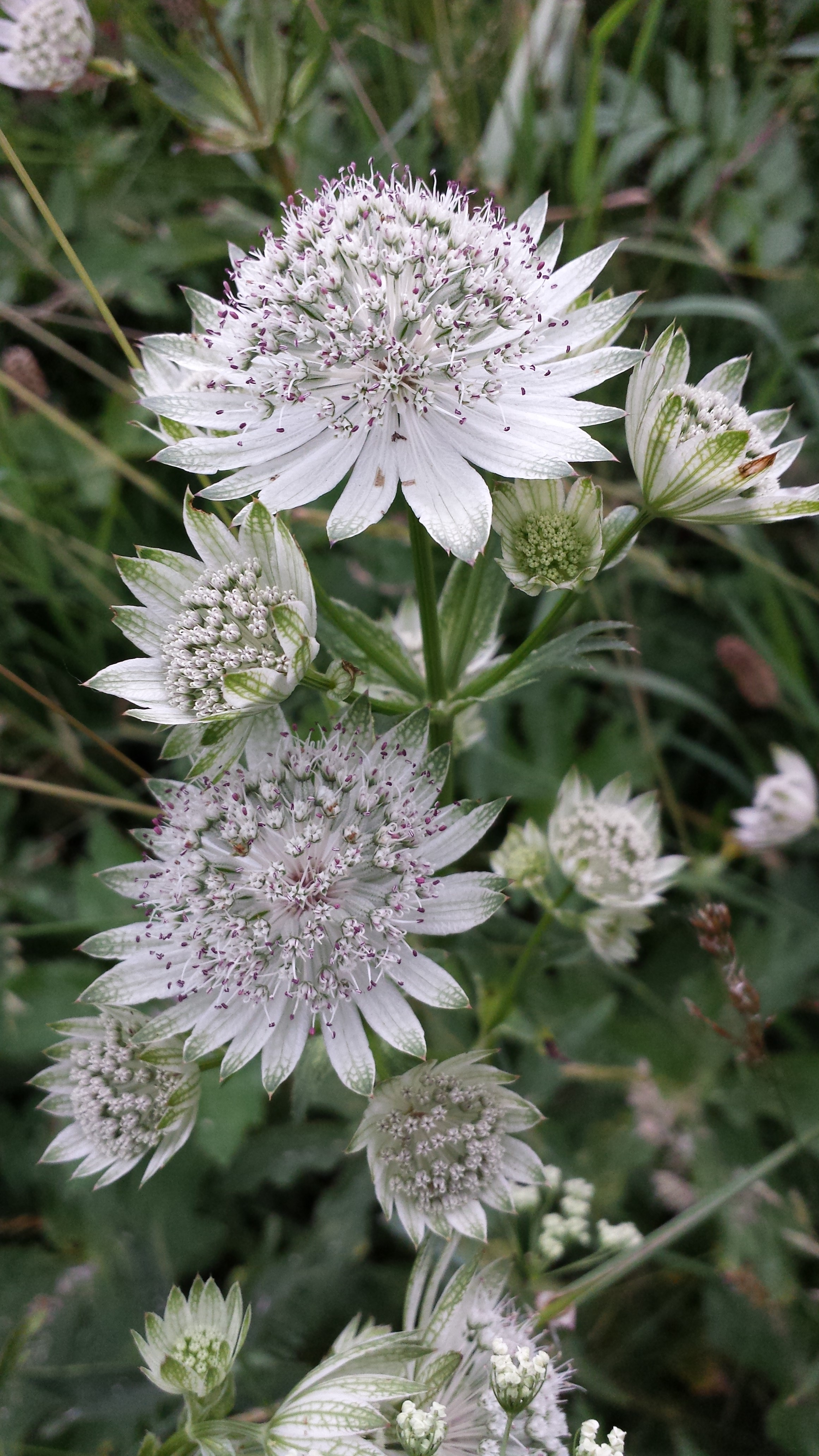
Jarzmianka większa (2013)
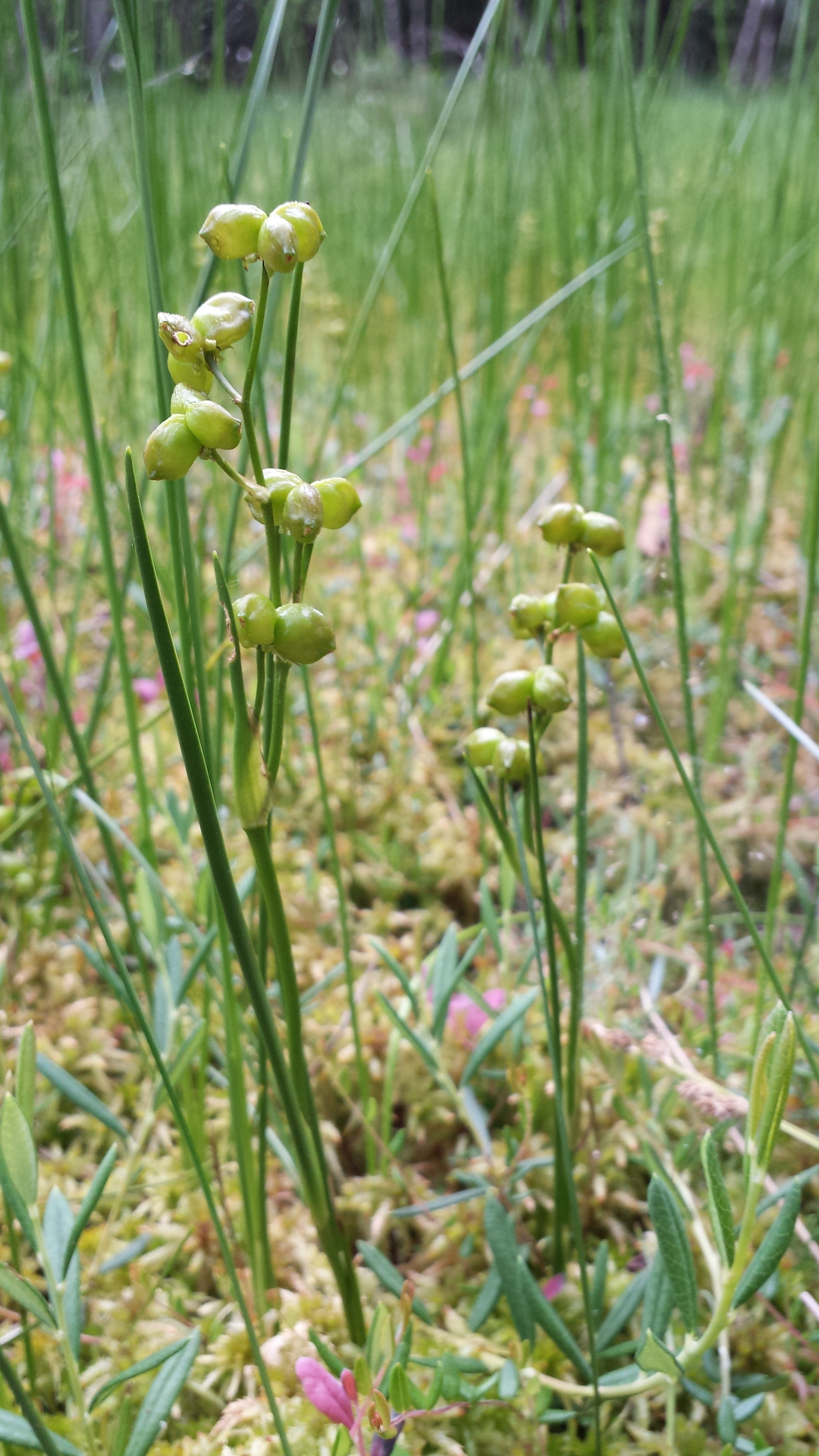
Bagnica torfowa (2013)